# Dexia rustica
Dexia rustica är en tvåvingeart som först beskrevs av Fabricius 1775.  Dexia rustica ingår i släktet Dexia och familjen parasitflugor. Arten är reproducerande i Sverige. Inga underarter finns listade i Catalogue of Life.

## Bildgalleri

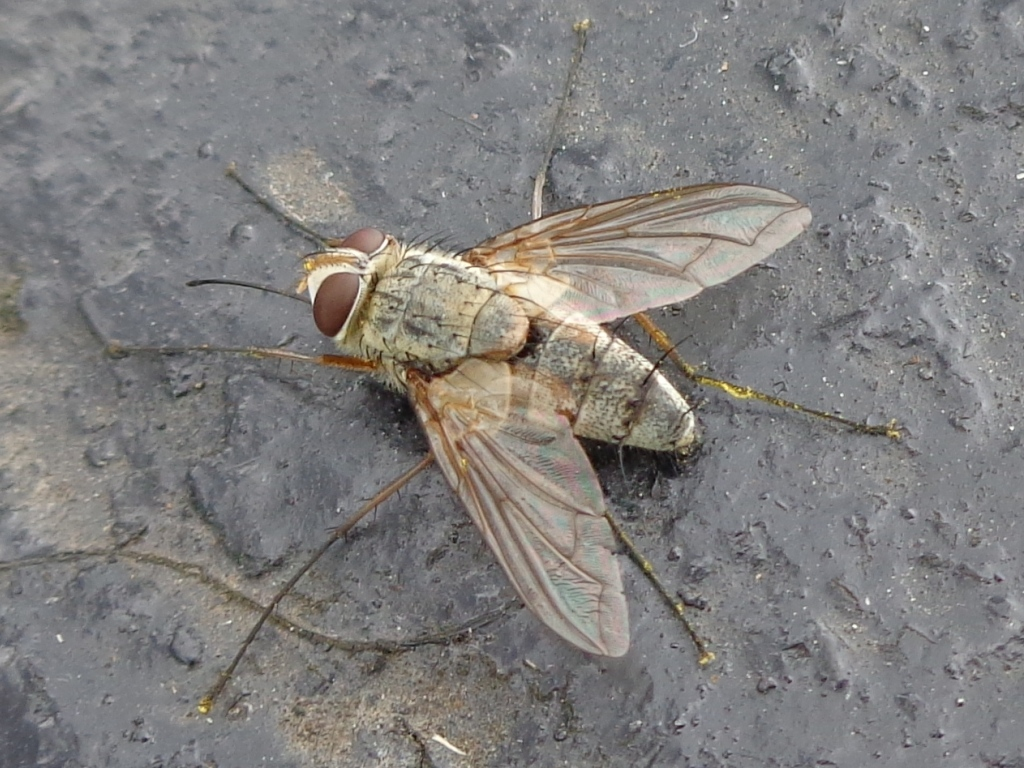